# Plaça des Terreaux
La Plaça des Terreaux és una plaça situada en el 1er districte de Lió, a Presqu'île, entre el Roine i el Saona, als peus del pujol de la Croix-Rousse.

## Localització
La Plaça des Terreaux està envoltada:
- a l'est per l'ajuntament
- al sud pel Palais Saint-Pierre, que acull el Museu de Belles arts
- a l'oest per un edifici travessat per una galeria
- al nord per edificis civils que marquen l'inici dels vessants de la Croix-Rousse.

## Història

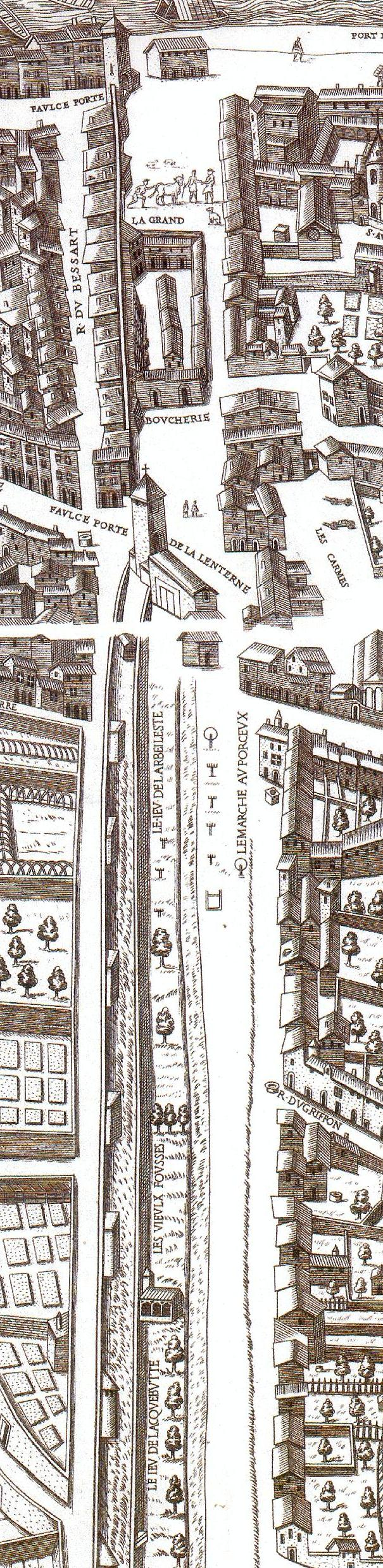
Extracte del plànol de Lió de 1548

### La muralla anterior a la plaça
El 1206, les associacions de comerciants lionesos es van enfrontar a l'arquebisbe Renaud II de Forez, que no va respectar la carta signada el 1195 en violar els acords presos en relació als impostos sobre les mercaderies. Per protegir el bourg Saint-Nizier del poder eclesiàstic, els burgesos lionesos van decidir construir una muralla al peu del pujol de Saint-Sébastien (vessant de la Croix-Rousse) i una torre sobre el Saona per controlar el pont du Change, únic pas entre l'església de Saint-Nizier i el barri de Saint-Jean. L'arquebisbe va intervenir per les armes el 1208 i la pau va tornar gràcies a la intervenció del papa Inocenci III.
Renaud de Forez i els seus successors van continuar les obres empreses pels burgesos de Lió, amb l'objectiu de protegir la ciutat d'un possible atac per Dombes. Es va construir un nou mur de dos metres d'espessor i deu metres d'altura entre el Saona i el Roine. Amb una longitud d'uns cinc-cents metres, aquesta muralla tenia dues portes defensades per sengles ponts llevadissos (la Porta de la Pêcherie en el Saona i la Porta de la Lanterne) i estava protegida per deu torres cilíndriques o quadrades. Un passeig de ronda amb merlets i cinc garites de pedra permetien als soldats vigilar des de la seva part superior. La muralla principal estava separada per un ample fossat de 22 metres d'una altra muralla de dos metres d'altura situada més al nord. Al segle xiv, aquest dispositiu defensiu va ser completat amb una tercera obra construïda en el vessant, a la qual es va unir a principis del segle XV un monticle de terra protegit per torres de fusta en el cim del pujol de Saint-Sébastien. En cas de setge, el fossat, que rebia els noms de Terralia nova, fossés des Terreaux o fossés de la Lanterne, podia ser emplenat amb aigua. Que entra en cas de necessitat en una successió de conques, anomenada canal de Neyron, que discorre en paral·lel al Roine, i flueix fins al Saona, situat per sota.
En condicions normals, els arquers, i posteriorment els llançadors de culebrina, usaven els fossats com a lloc d'entrenament, primer a la riba del Saona, i a partir de 1533 a la riba del Roine.

### Els jardins i la plaça

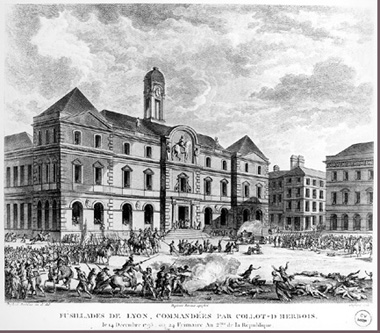
El lloc de Lió (1793)

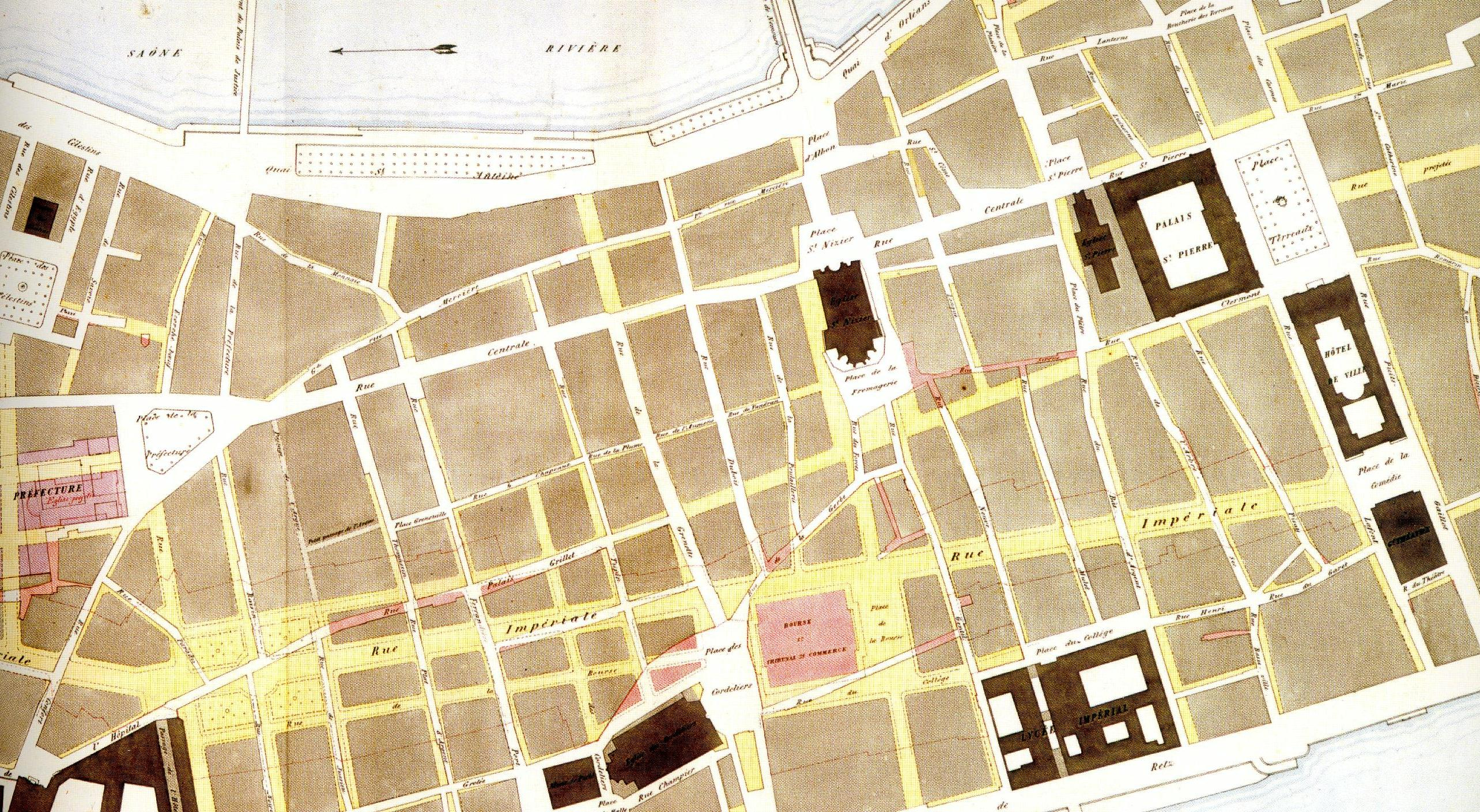
Plànol d'ampliació dels carrers de Presqu'île que acaben a la plaça (1853)

Al segle xvi, les muralles van caure en ruïna. El 1538 se'n va iniciar la demolició. El fossat a la vora del Saona es va emplenar amb l'objectiu de construir la carnisseria de la Lanterne. El 1555, les religioses del convent de Saint-Pierre van ser autoritzades a utilitzar les pedres de la muralla «en la quantitat que els plagui per a les reparacions del monestir». El 1578, els terrenys de l'actual Plaça des Terreaux van ser emplenats amb terra i el 1617, l'antic fossat va desaparèixer definitivament amb la construcció dels jardins de l'ajuntament, sobre els quals s'eleva en l'actualitat la Opéra Nouvel Lió.
Entre 1646 i 1651, Simon Maupin va construir l'Ajuntament de Lió en la part oriental de la plaça, reconstruït per Jules Hardouin-Mansart després de l'incendi de 1674. Al segle xvii, les monges de Saint-Pierre van fer reconstruir el seu convent, que es va convertir el 1803 en el Museu de Belles Arts de Lió.
El 12 de setembre de 1642 van ser decapitats en aquesta plaça el marquès de Cinq-Mars, conspirador contra Richelieu, i el seu còmplice François-Auguste de Thou. Existeix des de llavors el costum local de no travessar la plaça pel centre, on va tenir lloc l'execució.

### Revolució
Durant la Revolució Francesa, es va instal·lar en aquesta plaça la guillotina i va funcionar a un ritme frenètic durant el mandat de Marie Joseph Chalier. L'execució d'aquest últim, també en aquesta plaça, va marcar l'alçament de Lió contra la Convenció Nacional. Després del setge de la ciutat, la «comissió de justícia popular» va fer decapitar aquí a 79 persones, i en la plana de Brotteaux es va produir una segona onada de repressió.

### Segle XIX
En la segona meitat del segle xix, es van ampliar els accessos a la plaça amb l'objectiu d'integrar-los en el projecte de reestructuració de Presqu'île realitzat pel prefecte Claude-Marius Vaïsse. El 1855, es va obrir el passage des Terreaux entre la plaça i el carrer Lanterne. El prefecte també va considerar obrir un nou carrer al nord en l'eix del palau Saint-Pierre, però aquest projecte mai s'ha realitzat.
Al centre de la plaça, enfront de l'ajuntament, el 22 de setembre de 1891 es va inaugurar una font al·legòrica del Garona realitzada per Bartholdi. Encarregada en un primer moment pel consell municipal de Bordeus el 1857, el grup escultòric denominat «Carro triomfal del Garona» representa al Garona i els seus quatre afluents, simbolitzats per una dona que dirigeix una quadriga, desembocant en l'oceà. Després de l'Exposició Universal de París de 1889, el monument, que era massa car per a Bordeus, va ser comprat el 1890 per l'alcalde de Lió, Antoine Gailleton.

### Època actual
La plaça va ser remodelada el 1994 per l'arquitecte i urbanista Christian Drevet i l'artista Daniel Buren, amb una reixeta ortogonal de 69 dolls d'aigua envoltada per catorze pilars. El ritme d'aquesta trama de la plaça està marcat per la façana del Palais Saint-Pierre. Amb l'objectiu de construir l'aparcament subterrani de Terreaux, la font, situada inicialment enfront de l'ajuntament, va ser traslladada llavors al seu emplaçament actual en l'eix del Palais Saint-Pierre. El 29 de setembre de 1995, va ser declarada monument historique.
Després de la difusió de postals de la plaça que reproduïen en part l'obra de Buren i Drevet, aquests últims van intentar una acció legal per incompliment contra els editors de les cartes. Basant-se en la teoria de l'accessori, el Tribunal va determinar que l'obra de Buren i de Drevet no constitueix més que un «simple element» de la plaça. En conseqüència, no constitueix el subjecte principal de les vistes, sinó simplement un «accessori del subjecte tractat». Així, els fotògrafs han pogut comercialitzar lliurement les fotografies de la Place des Terreaux sense que això constitueixi una «comunicació» de l'obra en disputa al públic.
Els anys 2018 2019 es van fer unes obres de reordenació, el cost de les quals s'estima en més de 6 milions d'euros.

## Galeria d'imatges

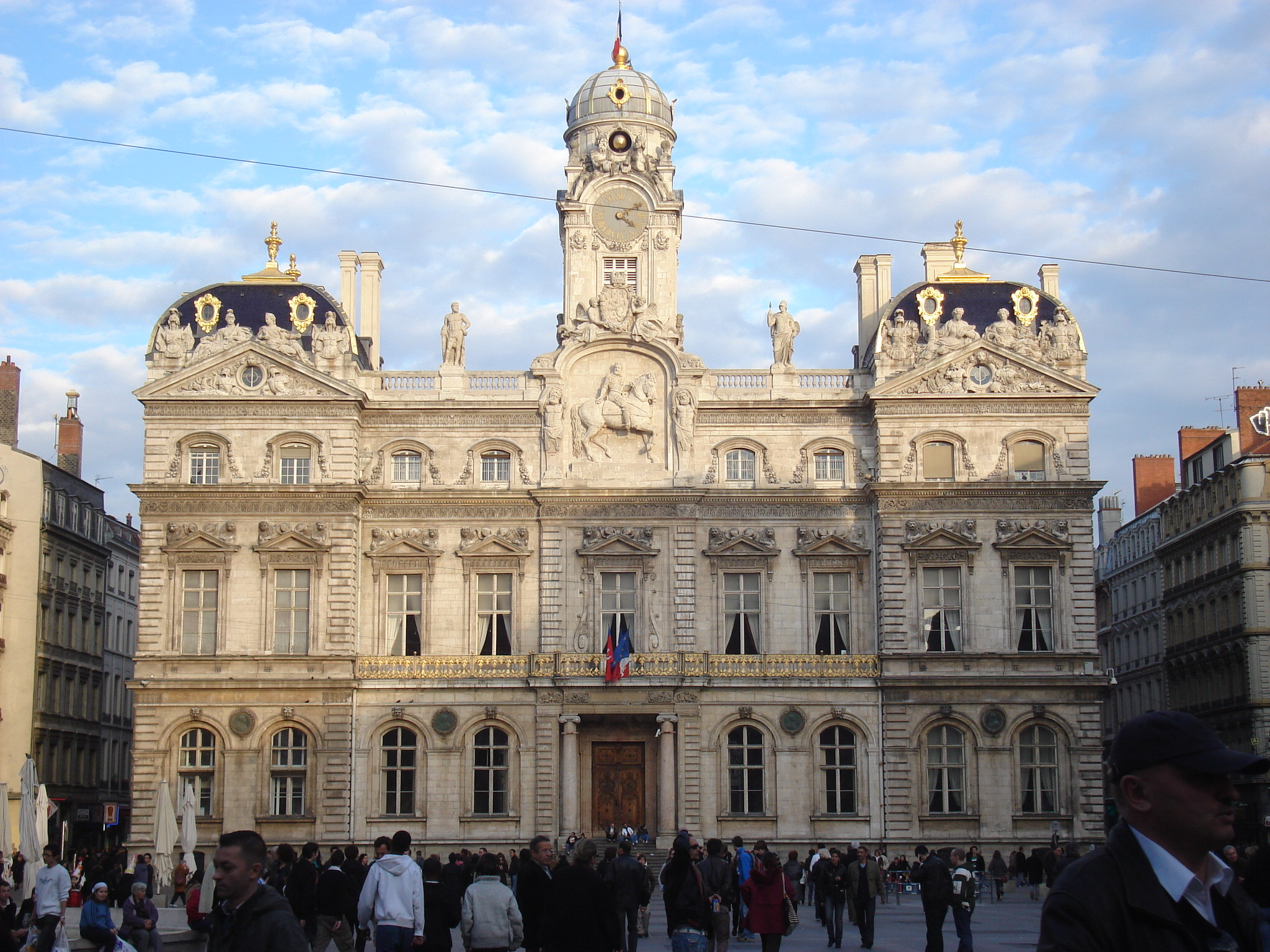
L'ajuntament després de la seva neteja.
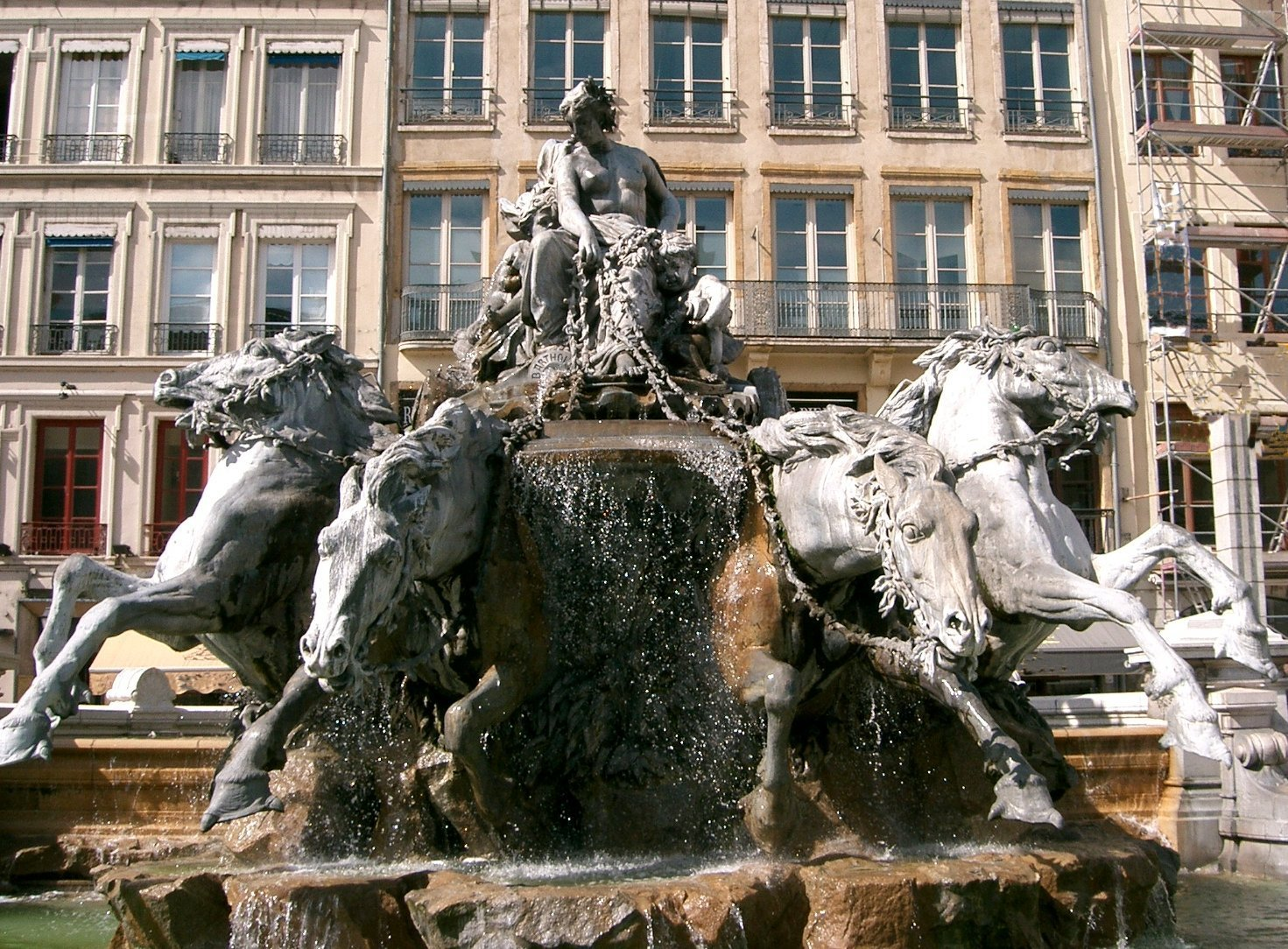
La font Bartholdi .
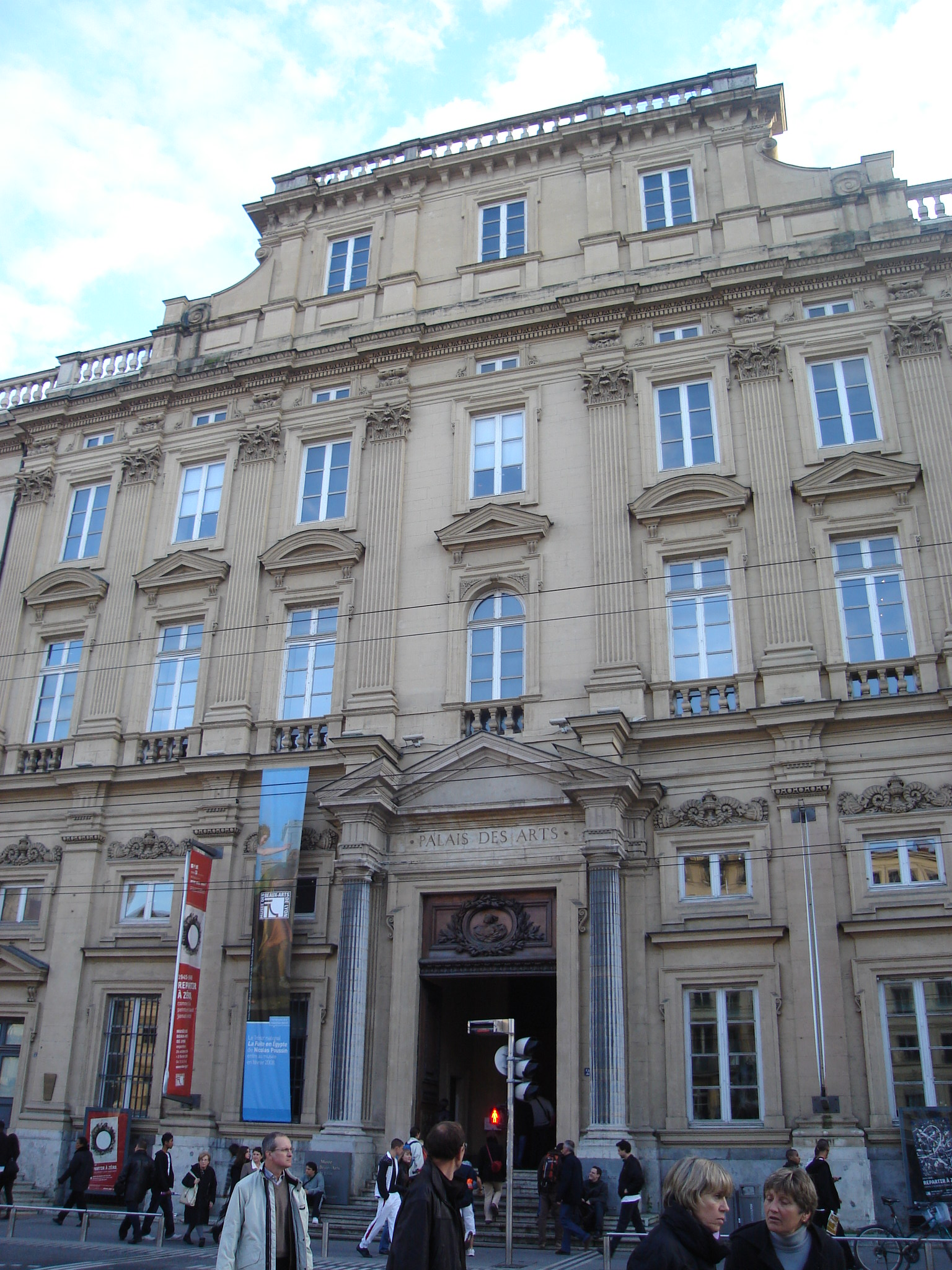
L'entrada del Palais Sant-Pierre (Museu de Belles Arts de Lió).
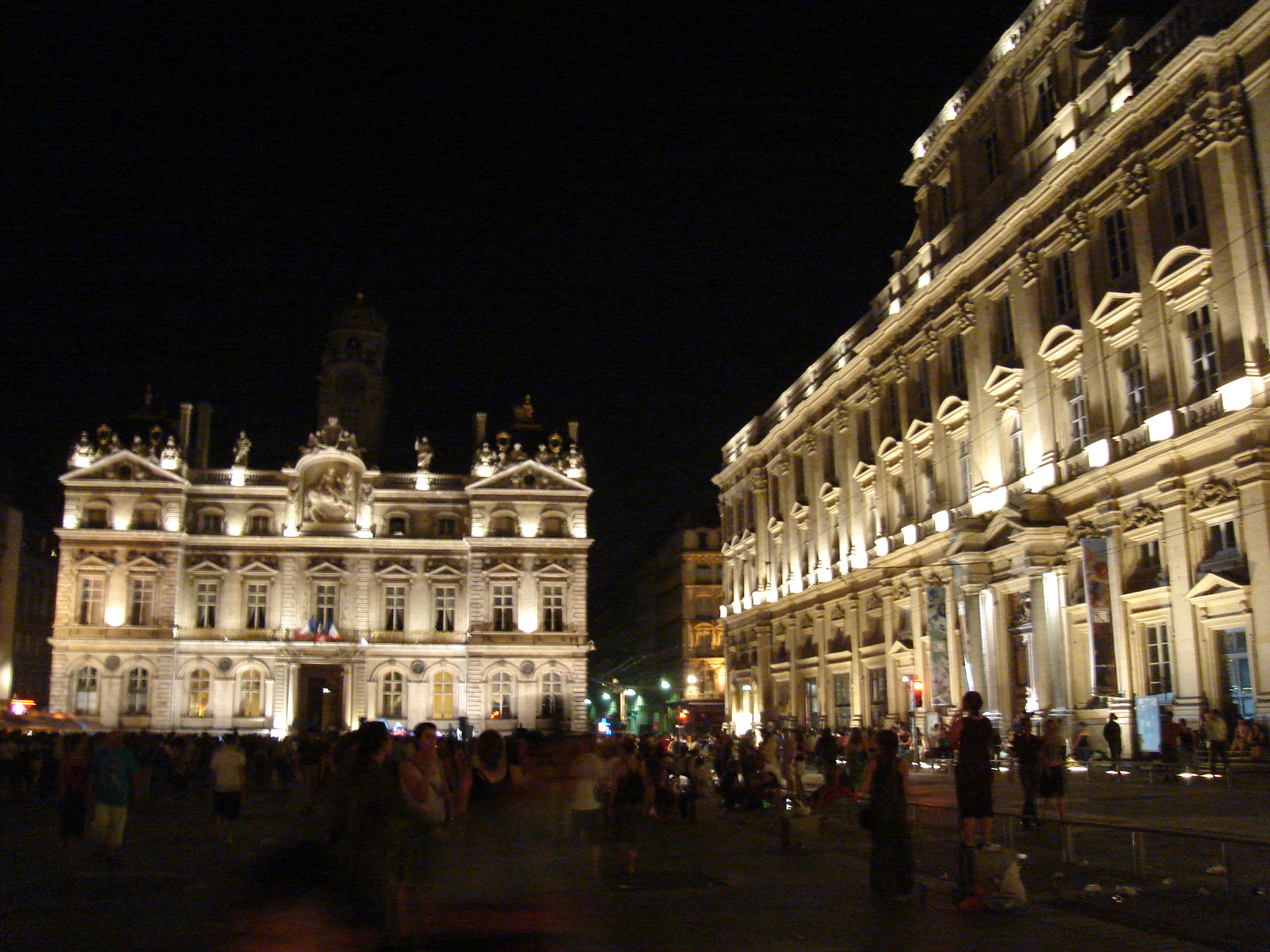
La plaça il·luminada a la nit.
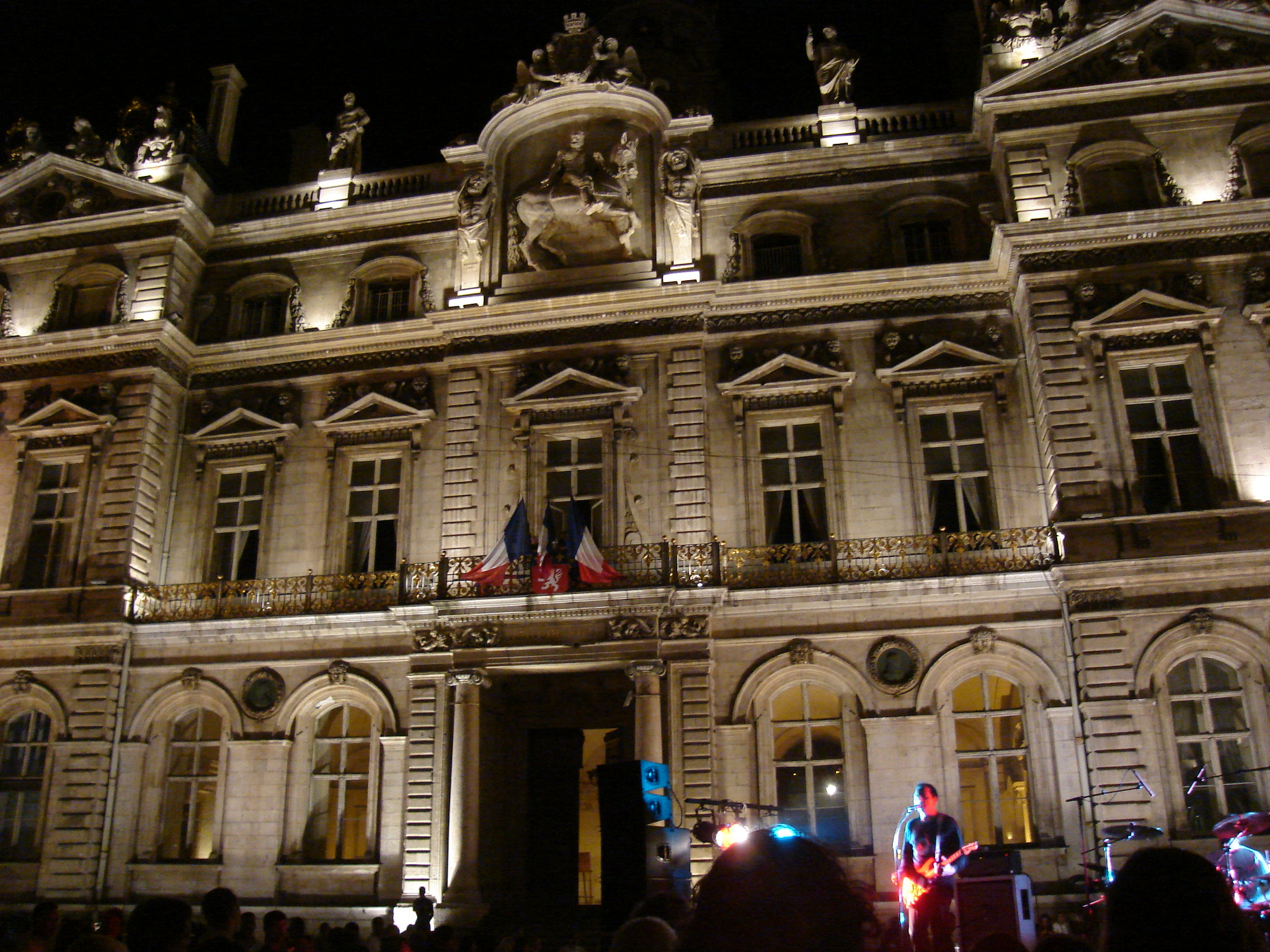
L'ajuntament de Lió il·luminat a la nit.
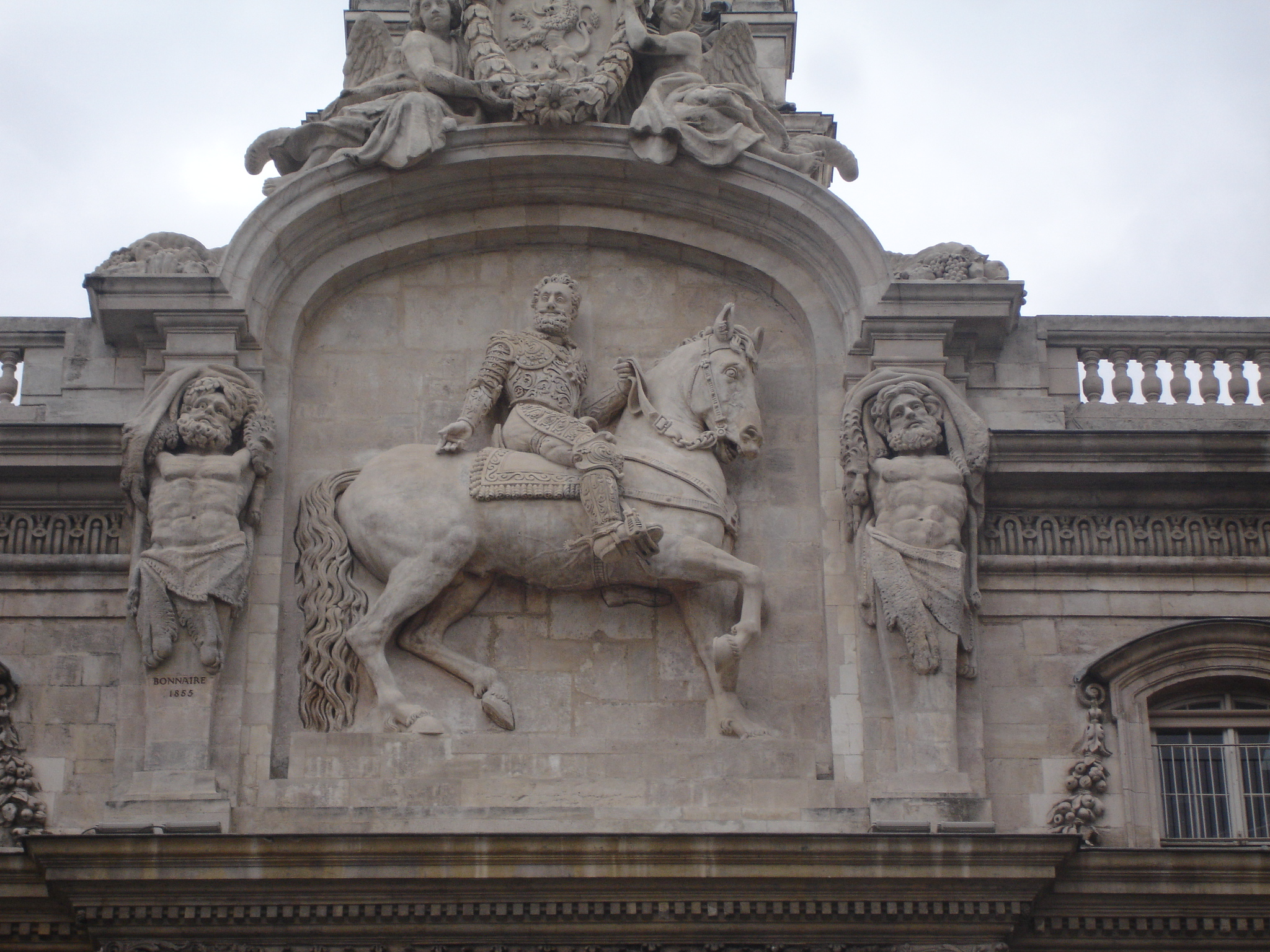
Migrelleu que representa Enric IV de França sobre el frontó de l'ajuntament.